# Lavangen
Lavangen (Noord-Samisch: Loabák)  is een gemeente in de Noorse provincie Troms. De gemeente telde 1076 inwoners in januari 2017.
De plaats Tennevoll maakt deel uit van de gemeente.

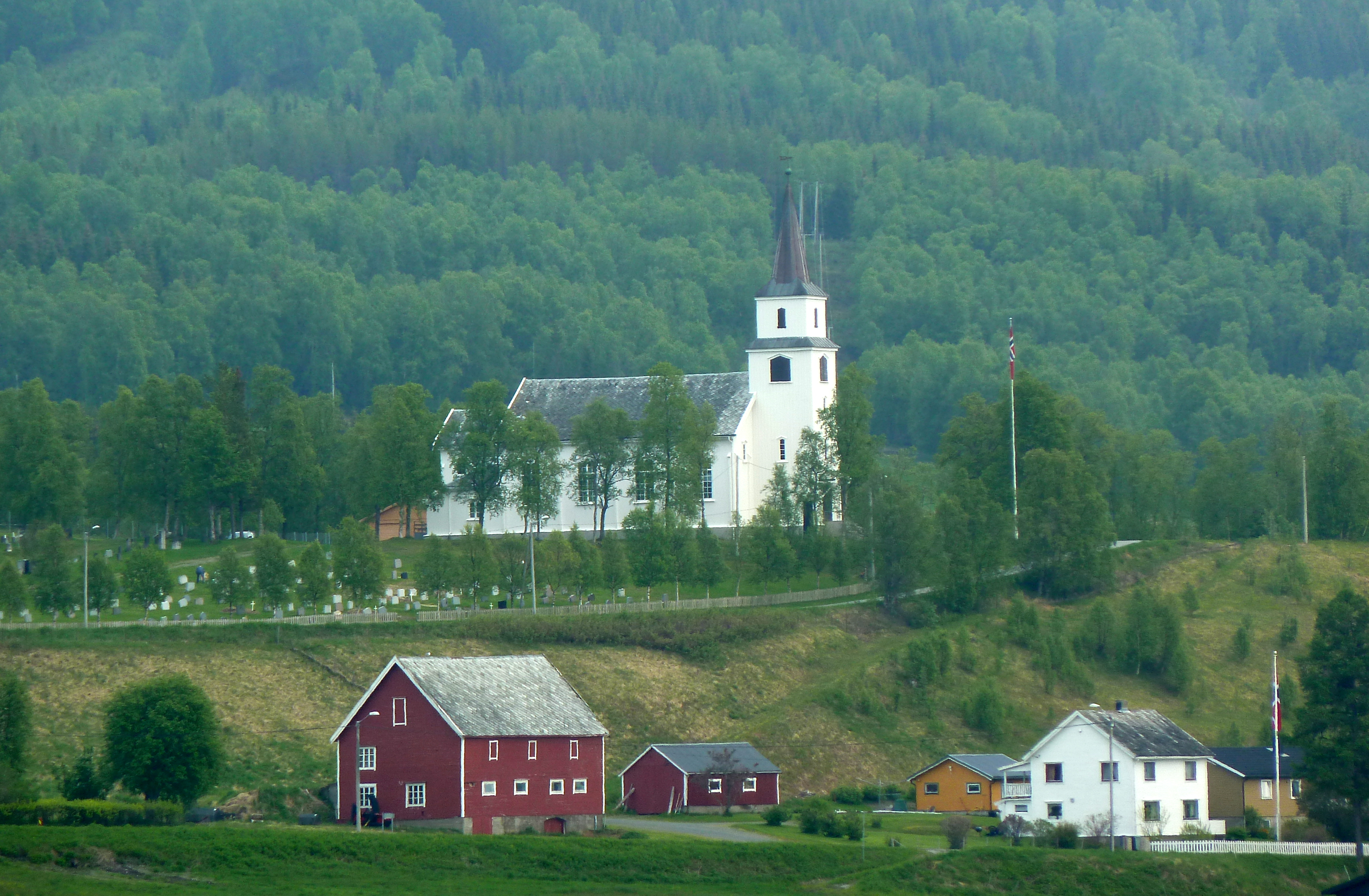
Kerk van Lavangen

## Geboren
- Sandra Borch (1988), politica

Balsfjord · Bardu · Dyrøy · Gratangen · Harstad · Ibestad · Kåfjord · Karlsøy · Kvæfjord · Kvænangen · Lavangen · Lyngen · Målselv · Nordreisa · Salangen · Senja · Skjervøy · Sørreisa · Storfjord · Tjeldsund · Tromsø

Voormalige gemeentes: Berg · Lenvik · Skånland · Torsken · Tranøy